# IC 2767
IC 2767 је спирална галаксија у сазвјежђу Лав која се налази на листи објеката дубоког неба у Индекс каталогу.
Деклинација објекта је + 13° 4' 39" а ректасцензија 11h 22m 23,5s. Привидна величина (магнитуда) објекта IC 2767 износи 16,0 а фотографска магнитуда 16,8.